# Walter Goszyc
Walter Goszyc (ur. 5 sierpnia 1931 w Miechowicach, zm. 26 lipca 1994) – polski elektryk, poseł na Sejm PRL VII kadencji.

## Życiorys
Uzyskał wykształcenie średnie, z zawodu elektryk. W 1947 wstąpił do Związku Walki Młodych, następnie był członkiem Związku Młodzieży Polskiej i Związku Młodzieży Socjalistycznej. Został członkiem Polskiej Zjednoczonej Partii Robotniczej w 1970.
Od 1958 pracował jako górnik-elektryk w Kopalni Węgla Kamiennego „Miechowice” w Bytomiu. W 1968 złożył egzamin na mistrza elektryka, a w 1971 został absolwentem Wydziału Ekonomii Politycznej w Bytomiu, na Wieczorowym Uniwersytecie Marksizmu-Leninizmu. W 1976 uzyskał mandat posła na Sejm PRL w okręgu Bytom. Zasiadał w Komisji Górnictwa, Energetyki i Chemii oraz w Komisji Kultury i Sztuki.
Pochowany na cmentarzu parafialnym w Stolarzowicach.

## Odznaczenia
- Zasłużony Przodownik Pracy
- Zasłużony Racjonalizator